# باشگاه فوتبال فرست ویینا
فرست وییِنا اف‌سی یک باشگاه فوتبال اتریشی است که در منطقه دوبلینگ شهر وین مستقر است. این تیم در ۲۲ اوت سال ۱۸۹۴ تأسیس شده و قدیمی باشگاه اتریش است. فرست وینا در تاریخ فوتبال این کشور نقش برجسته‌ای داشته و آن را با نام انگلیسی وینا می‌شناسند.

## تاریخچه

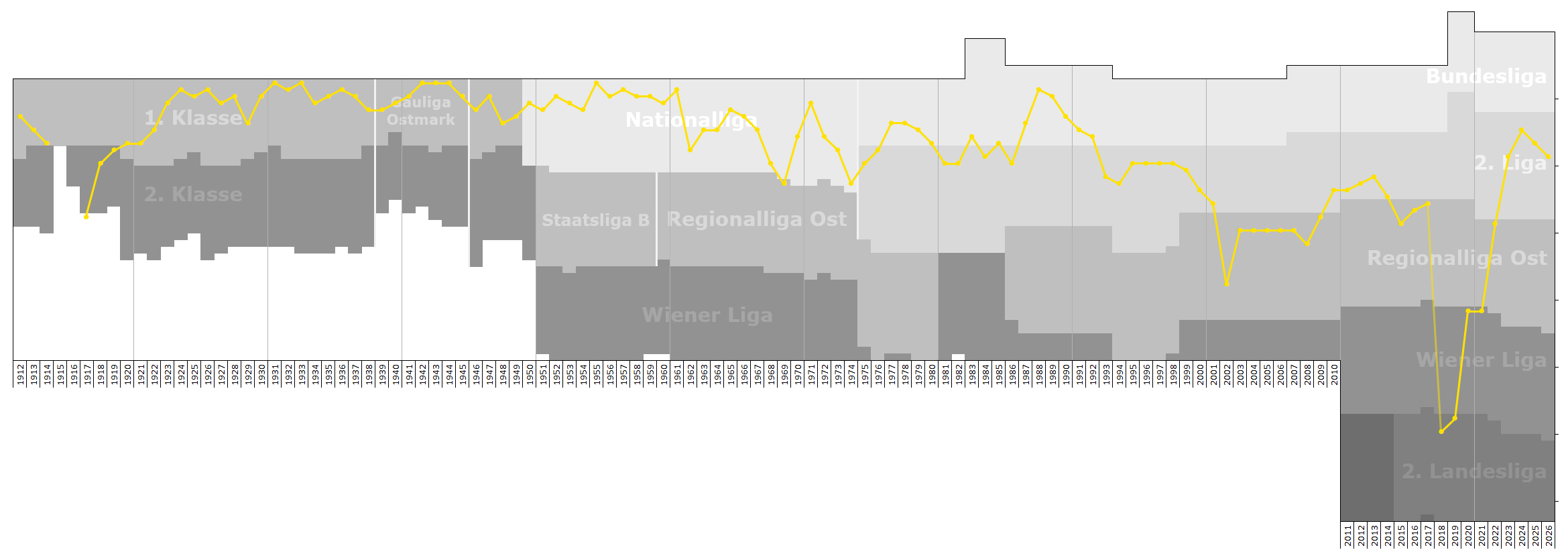
نمودار تاریخی عملکرد در لیگ اتریش.

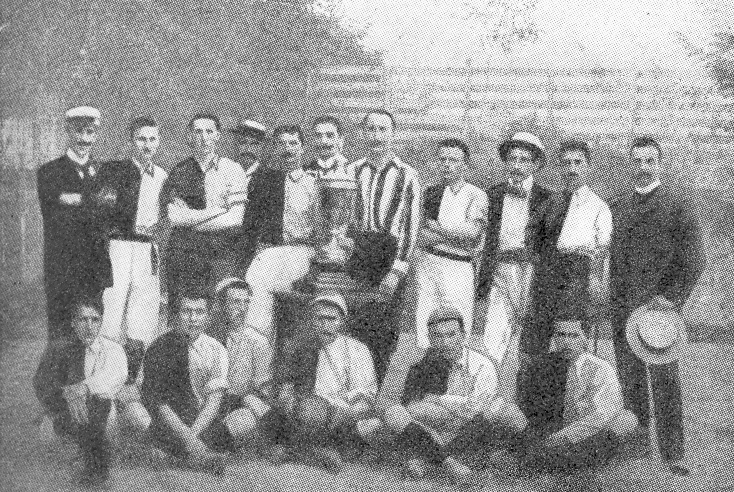
فرست وینا در سال ۱۸۹۹ برنده چلنج کاپ.

در دوران رایش سوم آلمان که باشگاه‌های اتریشی و آلمانی در کنار هم در مسابقات لیگ (لیگ قهرمانی آلمان) و جام حذفی (جام قهرمانی آلمان) شرکت می‌کردند، باشگاه فرست وینا توانست جام قهرمانی فوتبال آلمان (جام حذفی) سال ۱۹۴۳ را به دست بیاورد. که یکی از بزرگترین افتخارات این باشگاه است.

## افتخارات
باشگاه فرست وینا اتریشی بوده و در دوران رایش سوم آلمان که اتریش به آلمان بزرگ پیوسته بود در لیگ آلمان بازی می‌کرده، این باشگاه ۱ جام حذفی گرفته‌است.

### لیگ
- لیگ اتریش
  - قهرمان (۶بار): ۱۹۳۱، ۱۹۳۳، ۱۹۴۲، ۱۹۴۳، ۱۹۴۴، ۱۹۵۵
- لیگ ۲ اتریش لندسلیگا
  - قهرمان (۱بار): ۲۰۱۹

### جام حذفی
- جام حذفی قهرمانی آلمان
  - قهرمان (۱بار): ۱۹۴۳
- جام حذفی اتریش
  - قهرمان (۳بار): ۱۹۲۹، ۱۹۳۰، ۱۹۳۷
- چلنج کاپ
  - قهرمان (۲بار): ۱۸۹۹، ۱۹۰۰
- جام میتروپا
  - قهرمان (۱بار): ۱۹۳۱
- جام آزادی
  - قهرمان (۱بار): ۱۹۴۶
- جام پاریس-وینسنس
  - قهرمان (۱بار): ۱۹۳۱[۱]
- جام رد استار
  - قهرمان (۱بار): ۱۹۲۴ (مشترک)[۱]
- جام نوئل پاریس
  - قهرمان (۱بار): ۱۹۳۵[۱]